# هينيبونت
هينيبونت
تنطق بالفرنسية: [ɛnbɔ̃]
؛ (بالبريتانية: Henbont)‏ هي كومونا (بلدية) في مقاطعة موربيهان في منطقة بريتاني في شمال غرب فرنسا. 

## جغرافية
تقع هينيبونت على بعد حوالي عشرة أميال من مصب نهر بلافيت، الذي يقسمها إلى قسمين: المدينة المسورة من القرون الوسطى، ومن القرن السابع عشر على الضفة اليسرى وأقدم موقع على يمين.  لا تزال المدينة القديمة المسورة بها آثار لأسوار القرون الوسطى التي يعود تاريخها إلى القرنين الثالث عشر والخامس عشر بالإضافة إلى بوابة حراسة كبيرة محصنة من القرن الخامس عشر مكتملة بأبواب مزدوجة مع فتحات للجسر المتحرك، تُعرف بإسم بورت دو برويرس.

## تاريخ

### حرب الخلافة البريتونية

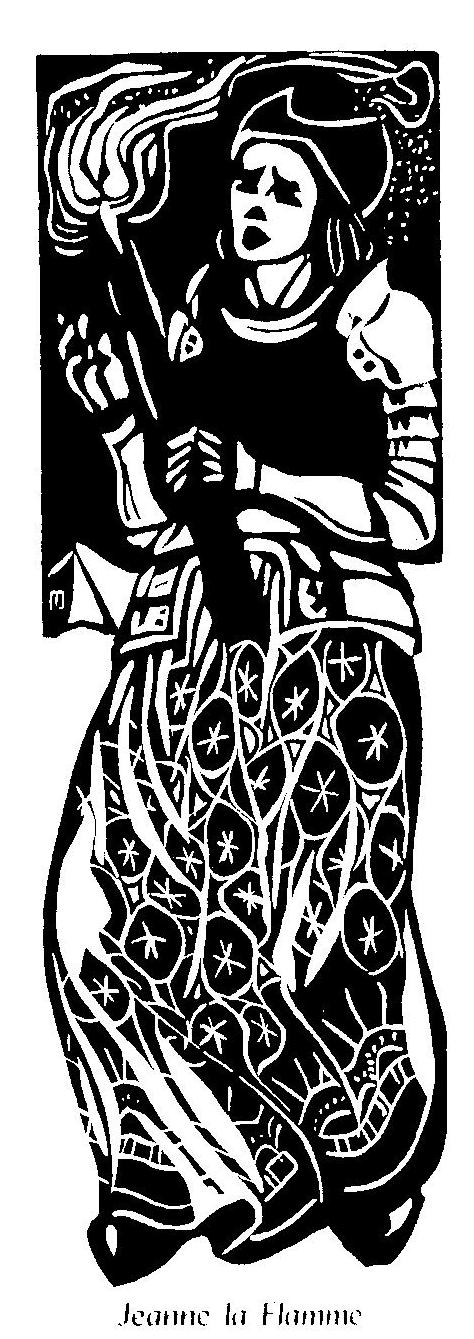
"جين لا فلام" عند حصار هينيبونت التي تصورها جين ماليفيل

تشتهر هينيبونت بمقاومتها ، في عهد جوانا فلاندرز ، أرملة جان دي مونتفورت ، إلى جيوش فيليب فالوا وتشارلز بلوا عندما حوصرت في عام 1342 أثناء حرب خلافة بريتون .  قبل قرن من الزمان ، ارتدت جين دروعها وقادت المقاومة ضد المحاصرين. لقد قادت بنفسها هجومًا على معسكر العدو وأضرمت فيه النار وحصلت على لقب "جان لا فلام" ("جوان الناري").

### الحرب العالمية 2
في أغسطس 1944 ، أثناء غزو الحلفاء لبريتاني ، تعرض جزء كبير من المدينة القديمة المسورة ، وخاصة الأسوار والأبراج والمباني التي تعود إلى العصور الوسطى ، لأضرار جسيمة أثناء قصف المواقع الألمانية المتحصنة في منطقة وسط المدينة.

## النقاط المثيرة للاهتمام
- حديقة كيربيهان النباتية

## التركيبة السكانية
يُطلق على سكان هينيبونت اسم هينيبونتيس . في عام 2008 ، التحق 5.45٪ من أطفال هينيبونت بمدارس ابتدائية ثنائية اللغة . 

## المدن التوأم
توأمت هينيبونت مع:
- كروناش ، بافاريا ، ألمانيا
- موردية ، مالي
- مامبلز ، ويلز ، المملكة المتحدة

## مشاهير
- ولد الأمير بيير ، دوق فالنتينوي ، في شاتو دي كيرسكامب ، هينيبونت
- وارن بارجيل ، دراج محترف
- أنتوني لو تاليك ، لاعب كرة قدم
- جين دي كليسون ، توفي كورسير في هينيبونت

## رياضات

### كرة القدم
يوجد في هينيبونت ثلاثة أندية لكرة القدم:
- تم إنشاء اتفاقية سانت جيلواز دي هينيبونت في عام 1976 ، وهو نادي حي ودود يحمل نفس الاسم والذي تمنى الحفاظ على استقلاليته. ألوان هذا النادي خضراء وسوداء وتقدم فرقًا من جميع الفئات العمرية (من U7 عبر مدرسة كرة القدم التابعة لها). يلعب الفريق الرائد في D2 منذ موسم 2020/21. تصدر النادي أيضًا أخبارًا من خلال فتح صندوق لمحاولة تجنيد ليونيل ميسي في سبتمبر 2020. في 29 سبتمبر 2021 ، أعلن النادي عن إنشاء أول فريق نسائي بنسبة 100٪ ، وبالتالي يشارك في بطولة U13F و U11F في منطقة موربيهان.
- ولد ملعب هينيبونتيس في عام 2017 من اندماج ناديين في المدينة: الاتحاد الرياضي هينيبونتيس و نذر الحرس ينتهي الموسم الرياضي الأول بنتائج جيدة مع صعود D2 للفريق A. في يوليو 2020 ، يصل الفريق إلى D1 بعد انسحاب ناديين ، المنطقة التي صاغت من بين أفضل 3 ، لتتطور في هذا القسم خلال موسم 2020/21 ، لكنها تنخفض في D2 ، حيث سيتطور النادي من موسم 2022/23
- تضم الجمعية ، باعتبارها ناديًا ترفيهيًا ، فريقًا واحدًا فقط من المحاربين القدامى.

في عام 2015 ، حاول النوادي تشكيل مجموعة شبابية تسمى هينيبونت إف سي لكن المشروع لم ينجح.

### تنس طاولة
فاز فريق نذر الحرس هينيبونت لتنس الطاولة بلقب البطولة الفرنسية في أعوام 2005 و 2006 و 2007 و 2009 وهو مؤهل بانتظام للعب في دوري أبطال أوروبا أو . من المعروف أن قاعة أبراهام هي الأكثر حيوية في فرنسا ، حيث تملأها كل مباراة.
في عام 2019 ، فازت هينيبونت بأول لقب أوروبي لها ، كأس ETTU.
من المتوقع بناء مركز تدريب وتدريب وتنافس دولي جديد لتنس الطاولة بحلول نهاية عام 2020.

### كرة سلة
يهدف نادي سلة هينيبونتيس (BCH) ، الذي يلعب في الدوري الوطني 3 رجال ، إلى الوصول إلى الوطنية 2 في عام 2024 (مشروع ADN 2024).

### كرة اليد
ستلعب كرة اليد هينيبونت لوشريست في القسم الوطني 1 للرجال (الدرجة الثالثة) من موسم 2022/23 ، بعد المركز الأول الذي تم الحصول عليه خلال موسم 2021/22 في القسم الوطني 2 ، بعد فوزها في آخر مباراة في البطولة ضد شيربورج ، و الانتهاء من دون هزيمة على أرضه خلال هذا الموسم. يلعب الفريق الرائد في كيرلانو لكنه سينتقل إلى إنزينزاك لوشريست، داخل مجمع رياضي جديد في موقع ماني براز ، حتى يتمكن من استيعاب المزيد من المتفرجين ، في عام 2024.

### شطرنج
يلعب خزانة هينيبونتس في القسم 1 ، بعد أن لعب في الوطنية 4. يقوم النادي أيضًا بتدريب الشباب (الفتيات والفتيان) على تعلمهم للانضباط ، ولديه أيضًا فريق موجود فيD2. مع اقتراب احتفالات نهاية العام ، ينظم النادي أيضًا بطولة عيد الميلاد ، بتكوين سريع (7 جولات من 15 دقيقة لكل لاعب) ، يتم تنظيم بطولتين في الواقع: واحدة للشباب والأخرى للناشئين. الكبار والشباب ذوي الخبرة. 

## روابط خارجية
- Base Mérimée: Search for heritage in the commune, Ministère français de la Culture. (in French)